# Бедеєва Поляна
Беде́єва Поля́на (рос. Бедеева Поляна, башк. Бедеева Поляна) — село у складі Благовіщенського району Башкортостану, Росія. Адміністративний центр Бедеєво-Полянської сільської ради.

## Історія
Стара назва — Бедеєво.
В 1938-1962 року село було центром Покровського району.

## Населення
Населення — 1757 осіб (2010; 1550 в 2002).
Національний склад:
- росіяни — 69 %